# Petrophora innata
Petrophora innata là một loài bướm đêm trong họ Geometridae.